# Heemskerk
Heemskerk és un municipi de la província d'Holanda del Nord, al centre-oest dels Països Baixos. L'1 de gener de 2009 tenia 38.698 habitants repartits per una superfície de 31,73 km² (dels quals 4,32 km² corresponen a aigua). Limita al nord amb Castricum i Uitgeest, a l'est amb Zaanstad i al sud amb Beverwijk.

## Ajuntament
El consistori està format per 25 regidors:
- PvdA 8 regidors
- CDA 6 regidors
- VVD 5 regidors
- GroenLinks - 2 regidors
- Heemskerk Anders - 2 regidors
- D66 - 1 regidor
- Fractie Vervest - 1 regidor

## Personatges il·lustres
- Rafael van der Vaart, futbolista